# Acremodontina magna
Acremodontina magna är en snäckart som beskrevs av B.A. Marshall 1995. Acremodontina magna ingår i släktet Acremodontina och familjen Trochaclididae. Inga underarter finns listade i Catalogue of Life.